# Apparition sur le chemin d'Emmaüs

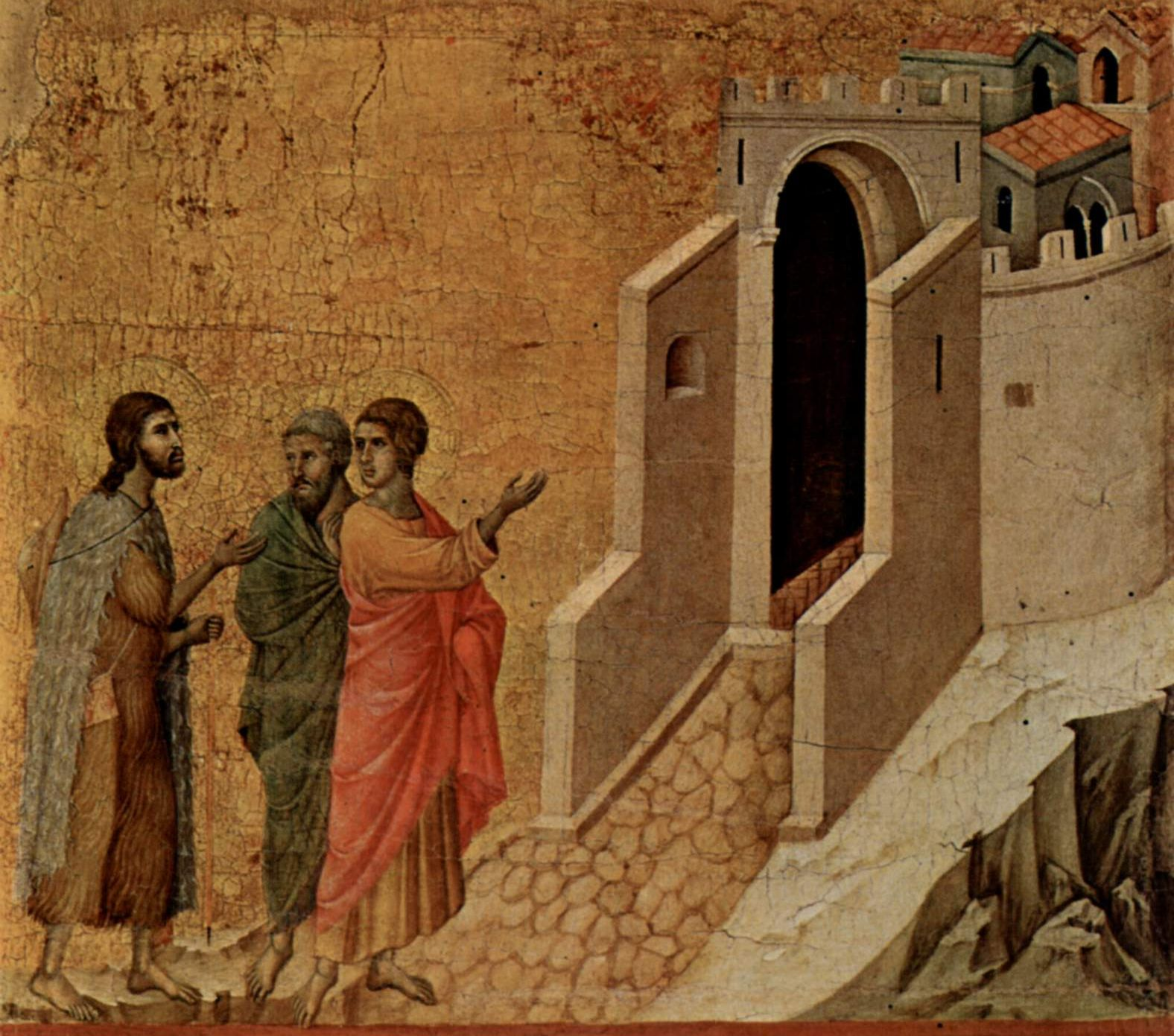
Jésus et les deux disciples Sur le Chemin d'Emmaüs, par Duccio, 1308-1311, Museo dell'Opera del Duomo, Sienne

 (avril 2024).
La mise en forme du texte ne suit pas les recommandations de Wikipédia : il faut le « wikifier ».
Les points d'amélioration suivants sont les cas les plus fréquents. Le détail des points à revoir est peut-être précisé sur la page de discussion.
- Les titres sont pré-formatés par le logiciel. Ils ne sont ni en capitales, ni en gras.
- Le texte ne doit pas être écrit en capitales (les noms de famille non plus), ni en gras, ni en italique, ni en « petit »…
- Le gras n'est utilisé que pour surligner le titre de l'article dans l'introduction, une seule fois.
- L'italique est rarement utilisé : mots en langue étrangère, titres d'œuvres, noms de bateaux, etc.
- Les citations ne sont pas en italique mais en corps de texte normal. Elles sont entourées par des guillemets français : « et ».
- Les listes à puces sont à éviter, des paragraphes rédigés étant largement préférés. Les tableaux sont à réserver à la présentation de données structurées (résultats, etc.).
- Les appels de note de bas de page (petits chiffres en exposant, introduits par l'outil «  Source ») sont à placer entre la fin de phrase et le point final[comme ça].
- Les liens internes (vers d'autres articles de Wikipédia) sont à choisir avec parcimonie. Créez des liens vers des articles approfondissant le sujet. Les termes génériques sans rapport avec le sujet sont à éviter, ainsi que les répétitions de liens vers un même terme.
- Les liens externes sont à placer uniquement dans une section « Liens externes », à la fin de l'article. Ces liens sont à choisir avec parcimonie suivant les règles définies. Si un lien sert de source à l'article, son insertion dans le texte est à faire par les notes de bas de page.
- La présentation des références doit suivre les conventions bibliographiques. Il est recommandé d'utiliser les modèles {{Ouvrage}}, {{Chapitre}}, {{Article}}, {{Lien web}} et/ou {{Bibliographie}}. Le mode d'édition visuel peut mettre en forme automatiquement les références.
- Insérer une infobox (cadre d'informations à droite) n'est pas obligatoire pour parachever la mise en page.

Pour une aide détaillée, merci de consulter Aide:Wikification.
Si vous pensez que ces points ont été résolus, vous pouvez retirer ce bandeau et améliorer la mise en forme d'un autre article.
Selon l'Évangile selon Luc, l'apparition sur le chemin d'Emmaüs est une des apparitions post-résurrection de Jésus après sa crucifixion et la découverte du tombeau vide,. A la fois la rencontre sur le chemin d'Emmaüs et le souper qui suit à Emmaüs, représentant le repas que Jésus eut avec deux disciples après la rencontre sur le chemin, ont été des sujets populaires dans l'art.

## Récits bibliques

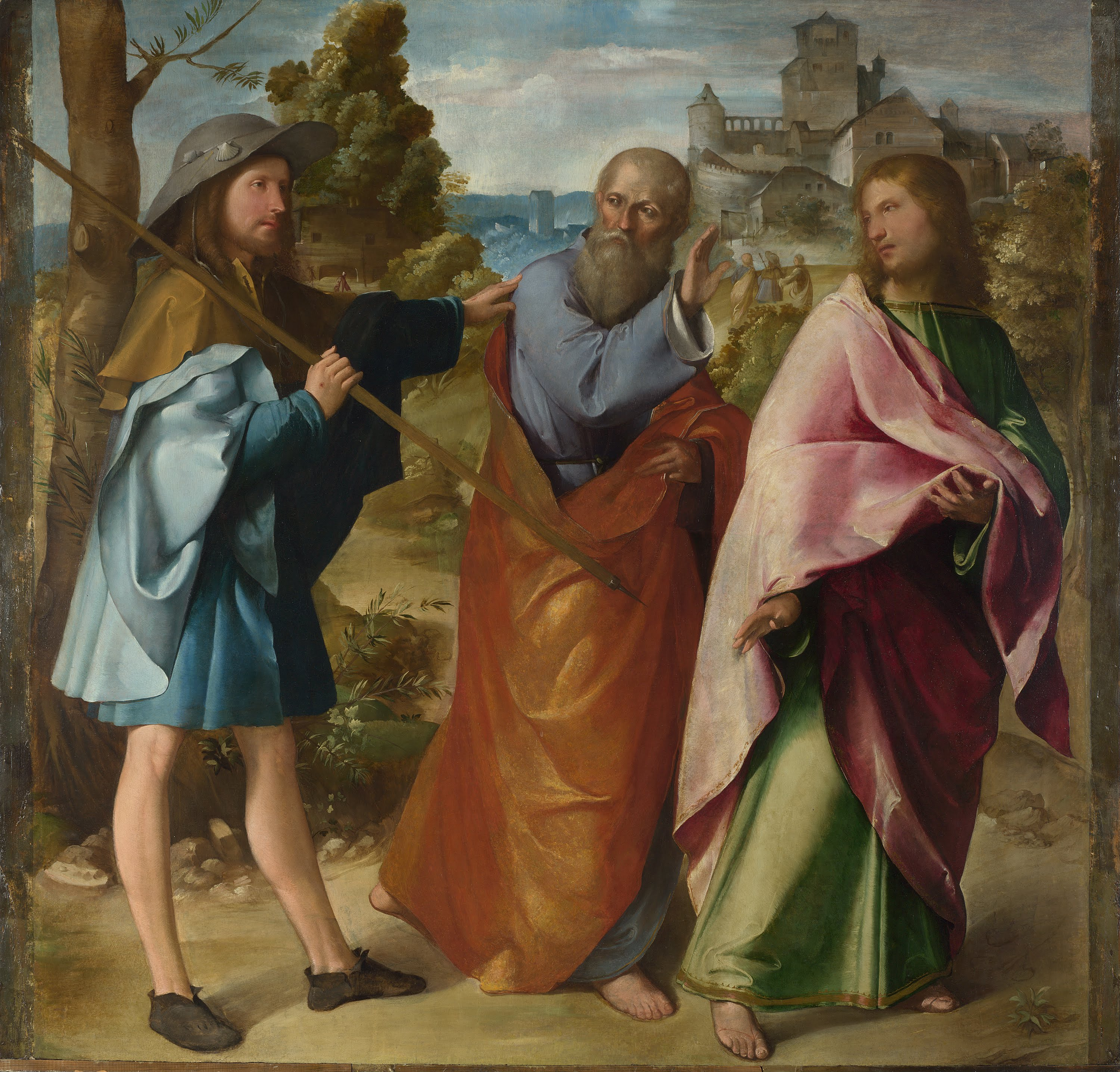
Altobello Melone - Sur la route d'Emmaüs, huile sur toile, Londres, National Gallery, (1516-1517)

Nicholas Thomas Wright envisage le récit détaillé du voyage d'Emmaüs en Luc 24:13-35 comme l'un des meilleurs aperçus d'une scène biblique dans l'Évangile selon Luc. Jan Lambrecht citant D. P. Moessner, écrit : "l'histoire d'Emmaüs est l'une des « réalisations littéraires les plus exquises de Luke »." Il décrit la rencontre sur la route d'Emmaüs et le souper à Emmaüs, et décrit qu'un disciple nommé Cléophas marchait en direction d'Emmaüs avec un autre disciples lorsqu'ils rencontrèrent Jésus. Ils ne l'ont pas reconnu, et ont parlé de leur tristesse lors des événements récents avec lui. Ils l'ont persuadé de venir et manger avec eux, et lors du repas ils l'ont reconnu.

### Thème
Bien qu'il peut être dit que son sujet principal est la preuve de la résurrection par l'apparition de Jésus, ce récit ne semble rien dire sur la preuve de l'événement. R. W. L. Moberly suggère que "l'histoire est mieux comprise comme une exposition d'une question herméneutique de discernement, se concentrant spécialement sur la question, "Comment discerner le Christ ressuscité ?" Alfred McBride dit que le récit d'Emmaüs concerne "l'évolution de la reconnaissance des deux disciples, du désespoir sur la mort du Christ à la foi en sa résurrection". Utilisé pour percevoir la croissance spirituelle chrétienne, ce récit est considéré comme un modèle pour le propre voyage des chrétiens vers une foi plus profonde et comme un instrument pour aider les autres faisant le même voyage.

### Parallèles
L'Évangile selon Marc a un récit similaire qui décrit l'apparition de Jésus aux deux disciples tandis qu'ils marchaient dans le pays, aux alentours du même moment dans le récit de l'Évangile, bien qu'il ne nomme pas les disciples ou la destination comme Emmaüs :

« Après cela, il se manifesta sous un autre aspect à deux d’entre eux qui étaient en chemin pour aller à la campagne.
Ceux-ci revinrent l’annoncer aux autres, qui ne les crurent pas non plus. »

— Marc 16:12-13
Il a également été suggéré que l'histoire du Baptême de l'eunuque (Actes 8:26-40) est un "parallèle beaucoup discuté" au récit d'Emmaüs, depuis il y a certaines similarités reconnaissables entre les deux. Lambrecht déclare, "Chaque événement s'achève par un rituel, la fraction et la distribution du pain à Emmaüs et le Baptême de l'éthiopien le long du chemin. Ce qui reste comme thème commun aux deux histoires est la connexion herméneutique nécessaire entre les Saintes Écritures et l'événement de Jésus. Les Saintes Écritures doivent être interprétées dans la lumière de 'la bonne nouvelle de Jésus' (Actes 8) et les événements de Jésus peuvent uniquement être compris dans la lumière des Saintes Écritures (Luc 24).

### Disciple anonyme

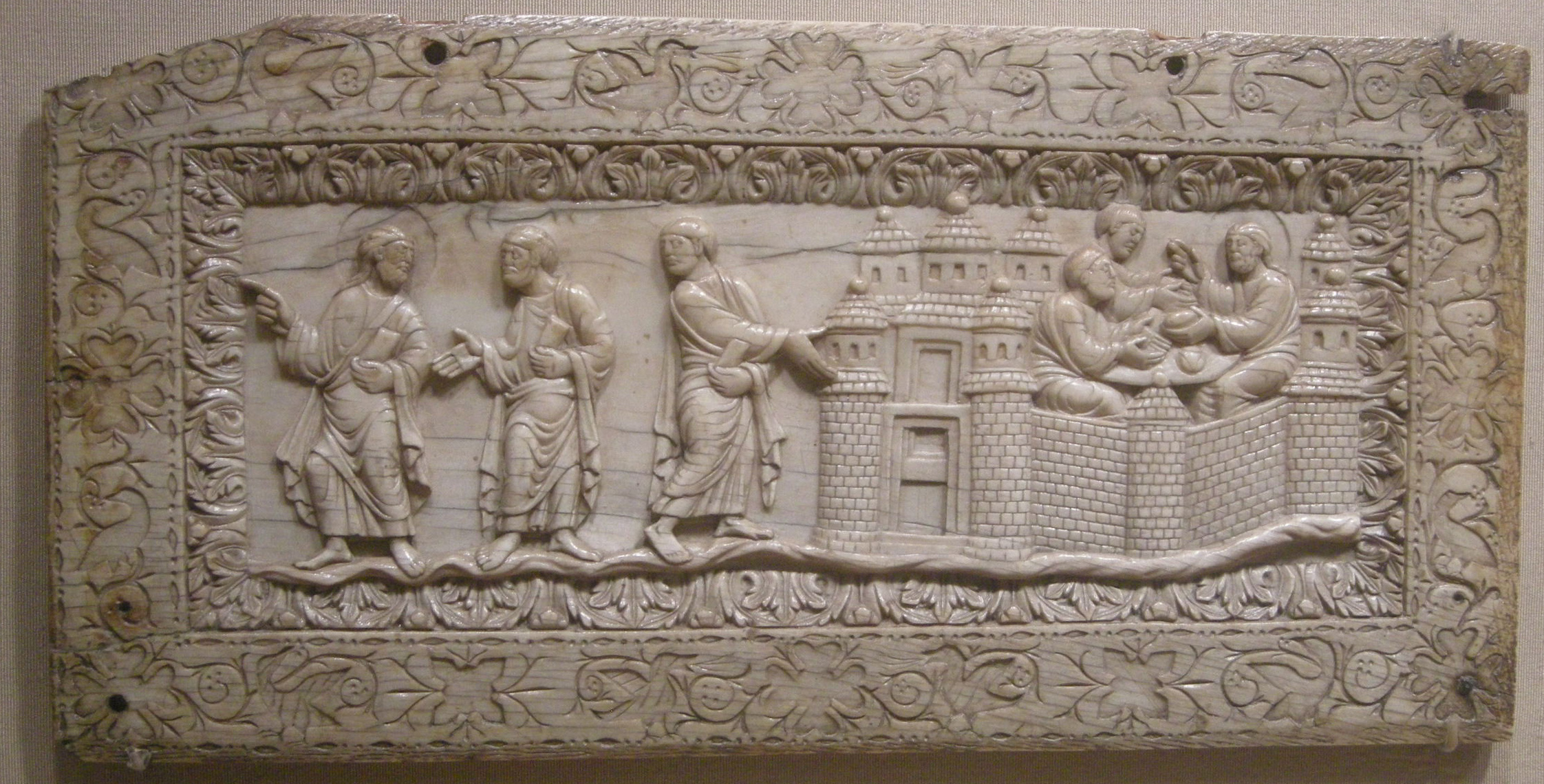
Relief en ivoire, 850–900, Metz

De nombreux noms ont été proposés pour le disciple qui accompagnait Cléophas. Parmi ceux qui ont été suggérés : Simon/Syméon, selon plusieurs documents et manuscrits ; Ammaon/Amaon, qui peut s'agir d'une faute d'orthographe pour "Syméon", selon Ambroise de Milan ; Nathanaël, selon le Panarion d'Épiphane de Salamine ; Nicodème, selon l'Évangile apocryphe arabe de Jean ; Luc l'évangéliste, selon le Livre de l'abeille ; Philippe le Diacre ; Jacques le Juste ; et Marie, la femme de Cléophas, qui est considérée comme la même personne que Cléophas,.
Dans un mélanges de Jan Lambrecht, écrit que "Luc échoua à identifier le compagnon de Cléophas par son nom ou son sexe pourrait bien être une stratégie visant à inviter le lecteur à s'identifier implicitement à cette personne, et ainsi à faire le voyage en tant que compagnon de Cléophas."

### Le voyage à Emmaüs
Les deux disciples marchaient le long du chemin, vers Emmaüs, plongés dans une discussion solennelle et sérieuse, lorsque Jésus les rencontra. Ils ne pouvaient pas reconnaître Jésus et l'ont perçu comme un étranger. Dans Homélies sur les Évangiles, Grégoire le Grand déclare : 
« Ils n'avaient pas foi en lui, cependant ils parlaient de lui. Le Seigneur, néanmoins, leur est apparu mais ne leur a pas présenté un visage qu'ils pouvaient reconnaître. De cette manière, le Seigneur promulgua en apparence, devant leurs yeux physiques, ce qu'il se passait en eux intérieurement, , devant les yeux de leurs cœurs. Car intérieurement, ils l’aimaient et doutaient de lui à la fois ; néanmoins le Seigneur leur était présent en apparence, et au même instant n'a pas dévoilé son identité. Depuis qu'ils parlaient de lui, il leur montra sa présence, mais depuis qu'ils doutèrent de lui, il leur a caché l'apparence par laquelle ils pouvaient le reconnaître. »
Jésus les a laissé parler de leurs anxiétés et peines, il les a laissé pleurer en exprimant les causes originales. Jésus les écouta avec insistance, qui déferlaient leurs crises et leurs doutes, et employa les écritures afin qu'ils puissent mieux comprendre "la souffrance et la gloire". Pendant le voyage à Emmaüs, selon  Alfred McBride, Jésus guida patiemment les deux disciples "du désespoir à la célébration", et avait également l'intention de nourrir la foi des deux disciples à une telle ampleur qu'ils puissent voir "sa présence réelle dans la fraction du pain".
D'une perspective pastorale, John Mossi écrit que méditer sur le "Pèlerinage d'Emmaüs" peut être utile lorsque l'on vit ses propres « nuits noires ». Lors d'une telle ligne de conduite, selon Mossi, il faut se rendre compte que Jésus marche avec compassion comme un ami sur son propre voyage, écoute avec insistance ses chagrins et ses hésitations, et passe du temps de qualité à accompagner quelqu'un dans le processus d'une guérison intérieure.

### "Reste avec nous"
Luc 24:28–29 déclare que Jésus resta et prit le souper avec les deux disciples après la rencontre sur le chemin : 

« Quand ils approchèrent du village où ils se rendaient, Jésus fit semblant d’aller plus loin.
Mais ils s’efforcèrent de le retenir : « Reste avec nous, car le soir approche et déjà le jour baisse. » Il entra donc pour rester avec eux. »

— Luc 24:28-29
Les deux disciples montra leur transparence se soucièrent de l'étranger inconnu, qui est Jésus, en l'invitant à rester avec eux, participer au repas et en amitié. Lambrecht affirme que de telles attitudes ont rendu Jésus capable de les transformer : "Par la proposition d'hospitalité les compagnons d'Emmaüs ont été capables de transcender leur souci de soi, tristesse, stupidité et lenteur de cœur, les préparant ainsi pour l'expérience révélatoire autour de la table où ils furent nourris."

### Dîner à Emmaüs
Au début, Jésus apparaît à Cléophas et un autre disciple, mais "leurs yeux étaient détenus" par conséquent ils ne pouvaient pas le reconnaître. Plus tard, en "ayant rompu le pain" (Luc 24:30), "leurs yeux s’ouvrirent, et ils le reconnurent (Luc 24:31). B. P. Robinson affirme que cela signifie que la reconnaissance se produisit au cours du repas, tandis que Raymond Blacketer remarque que, "de nombreux commentateurs, peut-être même la plupart, anciens et modernes, ont vu la révélation de l'identité de Jésus dans la fraction du pain comme ayant un certain genre de référent eucharistique ou d'implication.
Dans sa lettre apostolique Mane nobiscum Domine, Jean Paul II déclare que lorsque les deux disciples exhortèrent Jésus de rester avec eux, Jésus répondit en leur donnant un moyen de demeurer en lui, en entrant dans une "profonde communion avec Jésus" à travers le "Sacrement de l'Eucharistie" (cf. Jean 15:4). Peu de temps après que Jésus ait accepté leur demande de rester, selon le Pape, "Le visage de Jésus disparaîtrait, mais le Maître « resterait » avec eux, caché dans la 'fraction du pain' qui a ouvert leurs yeux afin de le reconnaître. [...] Lorsque les esprits sont éclairés et les cœurs suscités, les signes commencent à 'parler'."

### Retour à Jérusalem
Luc 24:32 déclare que les cœurs des deux disciples étaient "brûlants" lors de leur conversation avec Jésus le long du chemin vers Emmaüs, spécifiquement lorsqu'il expliqua les Écritures. Ils ont traversé « un voyage symbolisant leur changement de cœur de « triste » à « brûlant » », et ils retournèrent immédiatement à Jérusalem pour partager leur expérience avec les autres disciples (Luc 24:33).
Alfred McBride déclare que "l'enthousiasme débordait leur être entier" lorsque les deux disciples ont "rencontré le Christ Ressuscité" au souper à Emmaüs. Ils ressentirent un indispensable à partager leur bonheur et la bonne nouvelle avec les autres ainsi ils étaient prêts à faire une longue marche pour revenir à Jérusalem. Jean-Paul II affirme que les deux disciples réalisèrent le "devoir d'être missionnaire" après être "entrés en communion avec le Christ" lors du repas, le relie au licenciement à la fin de la Célébration Eucharistique.

## Dans l'art

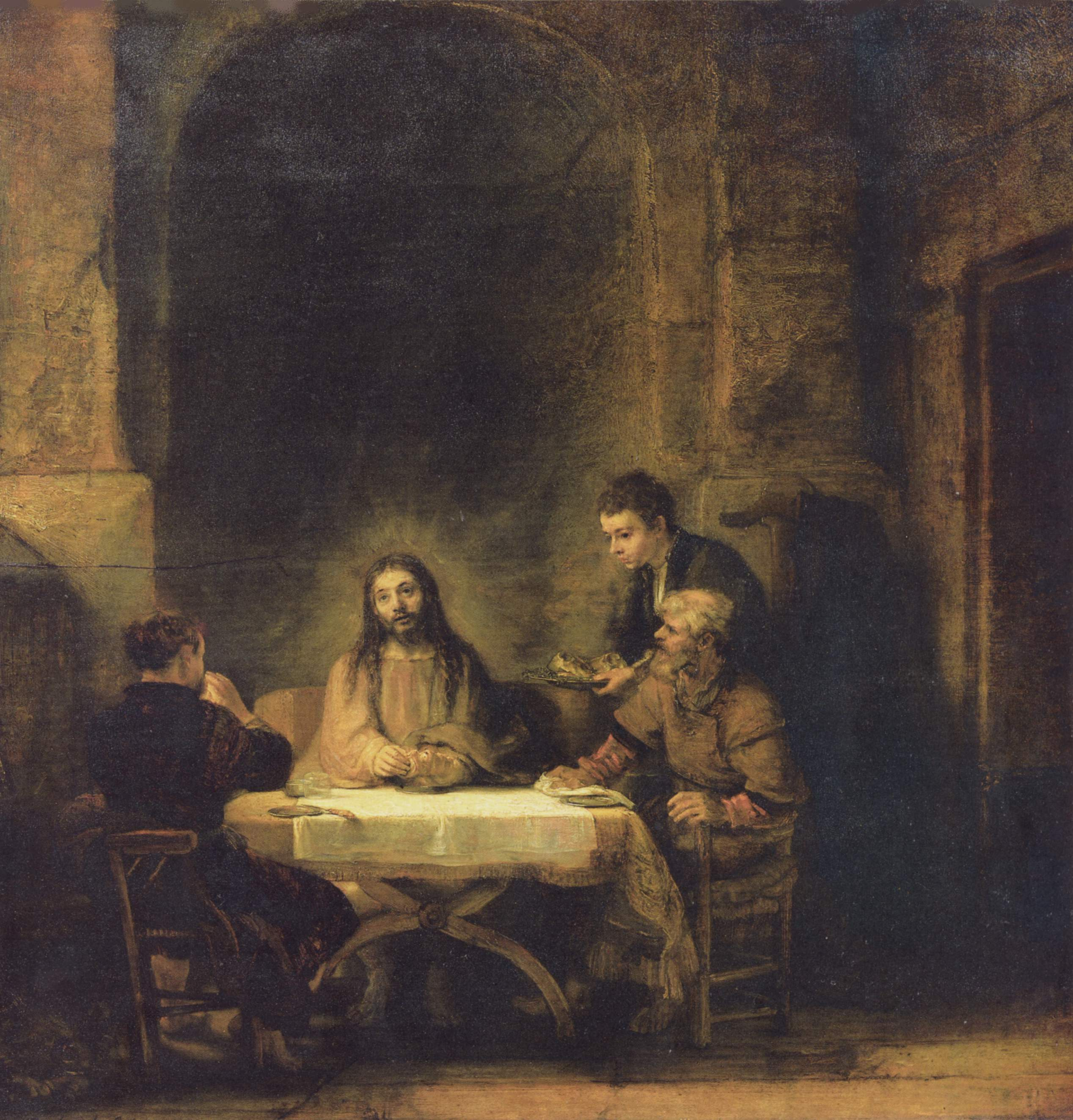
Le Christ à Emmaüs par Rembrandt, 1648, Louvre

La rencontre sur la route et le dîner qui a suivi ont été représentés dans l'art, mais le souper n'a pas reçu plus d'attention. L'art médiéval a tendance à montrer un instant avant que Jésus soit reconnu ; le Christ porte un grand chapeau souple pour expliquer le manque initial de reconnaissance venant des disciples. Il s'agit souvent d'un chapeau souple de pèlerin avec des badges ou, rarement, d'un chapeau juif. Cependant, la représentation du dîner a été un thème plus populaire, au moins depuis la Renaissance, montrant Jésus mangeant avec les disciples. Souvent l'instant de reconnaissance est représenté.
La représentation de Rembrandt en 1648 du dîner construite sur l'eau-forte qu'il avait réalisé six années plus tôt, dans laquelle le disciple sur la gauche avait élevé, les mains jointes en prière. Dans les deux représentations, les disciples sont étonnés et dans l'admiration mais n'ont aucune crainte. Le serviteur est inconscient de l'instant théophanique prenant place lors du dîner.
Le Souper à Emmaüs (Londres) et Le Souper à Emmaüs (Milan) du Caravage avaient six ans d'écart, et les deux imitent très bien la couleur naturelle, mais tous deux ont été critiqués pour leur manque de convenable. Le Caravage représenta Jésus sans barbe, et la peinture de Londres représente des fruits sur la table qui sont hors saison. De plus, l'aubergiste est représenté servant avec un chapeau.
D'autres artistes qui ont représenté le dîner sont Jacopo Bassano, Pontormo, Vittore Carpaccio, Philippe de Champaigne, Albrecht Dürer, Benedetto Gennari, Jacob Jordaens, Marco Marziale, Pedro Orrente, Le Tintoret, Titien, Diego Vélasquez, et Paul Véronèse. Le dîner fût aussi le sujet de l'une des contrefaçons Johannes Vermeer les plus réussies de Han van Meegeren.
Dans l'art littéraire, le thème d'Emmaüs est traité dès le XIIe siècle par le poète de Durham Laurentius dans un poème latin semi-dramatique.

### Galerie d'art

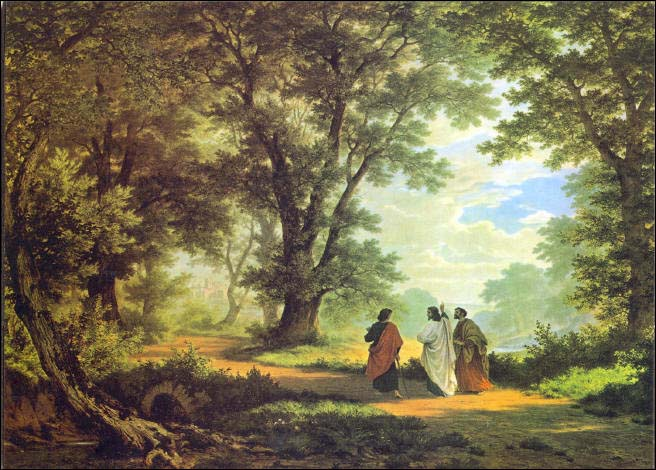
Marche vers Emmaüs, Robert Zünd, 1877

| - Rencontre à Emmaüs, à l'Oratoire de la Sainte Trinité à Momo (Italie), fin du XVe siècle - Dîner à Emmaüs, à l'Oratoire de la Sainte Trinité à Momo (Italie), fin du XVe siècle - Le Dîner à Emmaüs, Vincenzo Catena, XVIe siècle - Le Souper à Emmaüs (Pontormo), tableau de 1525 utilisant l'Œil de la Providence - Pèlerins à Emmaüs, Titien, 1535, Louvre |

| - Dîner à Emmaüs, Paul Véronèse, 1559, Louvre - Route d'Emmaüs, Lelio Orsi, 1560–1565 - Jésus et les disciples sur le chemin d'Emmaüs, Pieter Brueghel l'Ancien, 1571 - Le Souper à Emmaüs (Le Caravage, Londres), 1601 - Le Souper à Emmaüs (Le Caravage, Milan), 1606 |

| - Le repas d'Emmaüs, Diego Vélasquez, 1620, New York - Les disciples d'Emmaüs, Abraham Bloemaert, 1622 - Apparition du Christ aux pélerins d'Emmaüs, Laurent de La Hyre, 1656 - La marche vers Emmaüs, Joseph von Führich, 1837 - L'autel de l'Église de Jungshoved. Sculpture de Bertel Thorvaldsen (plâtre). |

## Dans la musique
L'évangile était la lecture prescrite pour le Lundi de Pâques dans le Luthérien de Leipzig au temps de Bach. Il composa de nombreuses cantates d'église pour l'occasion, incluant Bleib bei uns, denn es will Abend werden, en 1725.
Josef Rheinberger composa en 1855 un motet Abendlied à partir d'un verset du récit évangélique, "Bleib bei uns" (Reste avec nous).
Le groupe de Southern gospel américain The Emmaus Road Quartet prend leur nom d'un récit biblique. Ils ont également enregistré une chanson intitulée "On The Road to Emmaus" en 2019, dans laquelle les paroles épousent un désir de marcher avec Jésus-Christ ressuscité et qu'il nous enseigne les Écritures.

## Perspective jungienne
Carl Gustav Jung regarda le chemin d'Emmaüs apparaître comme un exemple mythologique d'un rêve courant du compagnon de voyage magique.

## Usage contemporain
Emmaus (Pennsylvanie), un quartier dans la région de la vallée de Lehigh aux États-Unis tire son nom des références bibliques à Emmaüs.

## Voir également
- Chronologie de Jésus
- Pèlerins d'Emmaüs
- Harmonie des Évangiles
- Vie de Jésus dans le Nouveau Testament
- Résurrection de Jésus